# Fusobacterium
Fusobacterium è un genere di batteri appartenenti al phylum Fusobacteriota. Alcune delle specie di Fusobacterium sono coinvolte in processi patologici, come le malattie parodontali, la sindrome di Lemierre, la stomatite di Vincent (e le stomatiti in generale), alcuni tipi di faringite e alcuni casi di ulcere della cute. Negli esseri umani, i batteri del genere Fusobacterium sono tra i componenti più abbondanti del microbiota dell'apparato digestivo, proliferando in particolare nell'intestino tenue.
Si tratta di batteri Gram-negativi, anaerobi obbligati e al microscopio presentano un aspetto filamentoso.
La clindamicina risulta essere l'antibiotico più efficace nel combattere le infezioni da Fusobacterium; lievemente meno efficaci risultano essere il cloramfenicolo, la carbenicillina, il cefoperazone e il cefamandolo.

## Specie
Alcune delle specie del genere Fusobacterium sono:
- F. necrophorum
- F. novum
- F. nucleatum
- F. polymorphum